# Palosaari (ö i Finland, Egentliga Tavastland, Tavastehus, lat 61,28, long 24,96)
Palosaari är en ö i Finland. Den ligger i sjön Nerosjärvi och i kommunen Tavastehus i den ekonomiska regionen  Tavastehus ekonomiska region  och landskapet Egentliga Tavastland, i den södra delen av landet, 120 km norr om huvudstaden Helsingfors. Öns area är 1,2 hektar och dess största längd är 150 meter i öst-västlig riktning.